# Carlstad Crusaders
Carlstad Crusaders AFC är ett svenskt lag i amerikansk fotboll, hemmahörande i Karlstad. Föreningen grundades 1991. 
Carlstad Crusaders herrlag spelat i superserien sedan 1998, varit i SM-final 19 gånger (2002, 2003, 2004, 2005, 2006, 2007, 2009, 2010, 2011, 2012, 2013, 2014, 2015, 2016, 2017, 2018, 2019, 2020, 2024) och blivit svenska mästare tio gånger (2010, 2011, 2012, 2013, 2014, 2015, 2016, 2017, 2020 och 2024). Laget vann EFAF Cup 2003 och IFAF Champions League 2015.
Föreningens damlag har spelat i superserien sedan 2019, varit i SM-final sju gånger (2018, 2019, 2020, 2021, 2022, 2023, 2024) och blivit svenska mästare sju gånger (2018, 2019, 2020, 2021, 2022, 2023 och 2024).
Föreningen har, förutom A-lag för dam och herr, även utvecklingslag för herr (div 2), samt U19-, U17-, U15-, U13-, U11-, U9- och U7-lag. Totalt har föreningen cirka 280 aktiva spelare.

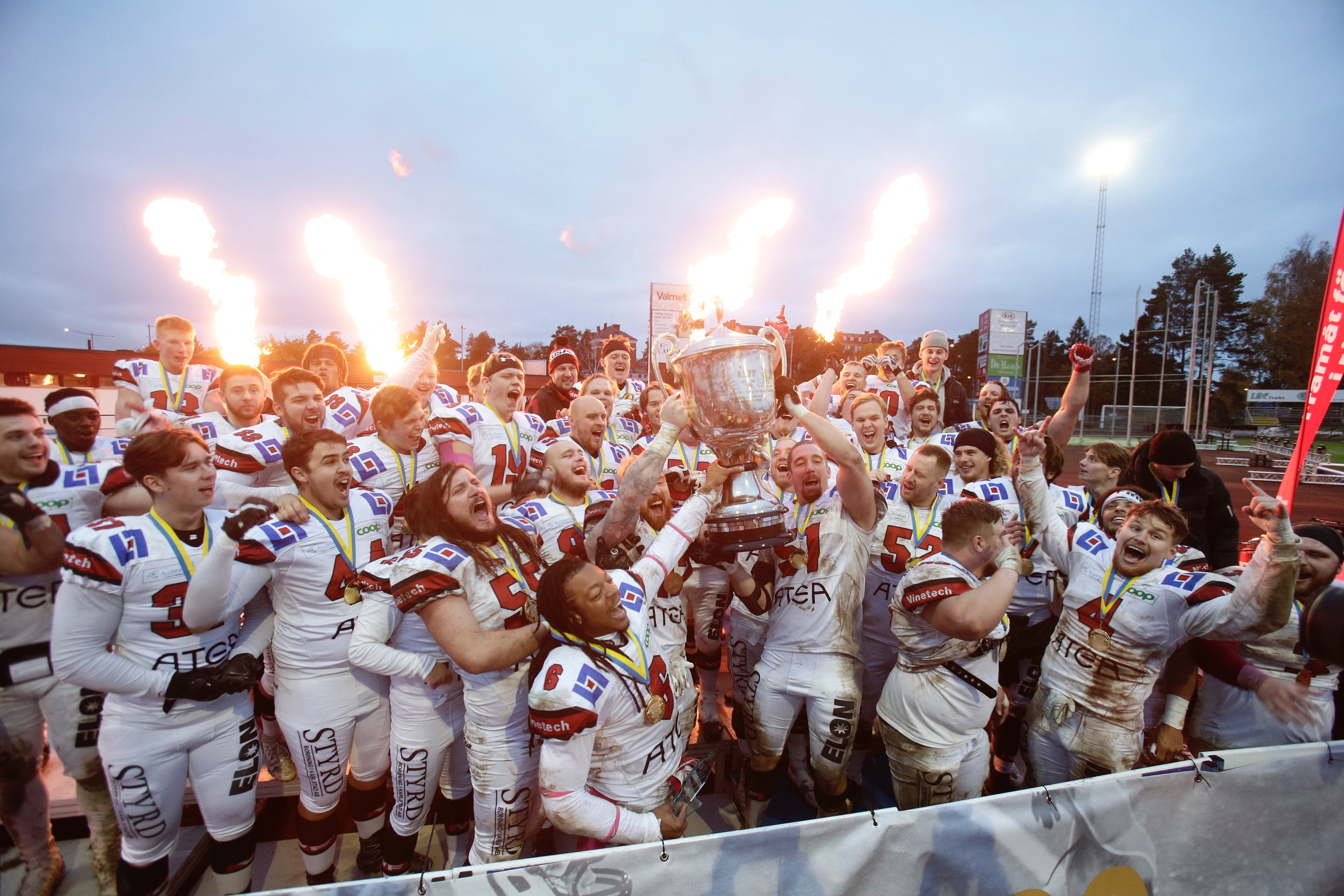
Carlstad Crusaders herrar, guldjubel, 2020.

## Föreningens historia
Klubben grundades av ett kompisgäng ifrån Forshaga två mil norr om Karlstad.

### 1990-tal
Carlstad Crusaders grundades officiellt 1991. Året före hade laget startats som Forshaga Crusaders, men då man inte fick någon egen träningsplan i Forshaga kommun flyttades verksamheten till Karlstad, med Skutberget som hemmaplan. Man hann dock med att spela en (inofficiell) match 1990 under namnet Forshaga Crusaders och besegrade då lokalkonkurrenten Kil Butchers med hela 63–0.
1991 höll klubben sitt första årsmöte och blev medlemmar av SAFF. Under sommaren förlorade man en träningsmatch mot mer rutinerade Oslo Trolls.
1992 deltog laget för första gången i en officiell serie (div 2 västra). Första matchen spelades på Skutberget och för motståndet stod Uddevalla Ravens. Patrik Lindgren, Wide reciever (WR), gjorde lagets första officiella touchdown efter att ha tagit emot en passning av lagets QB Fredrik Eriksson. Carlstad Crusaders slutade på andra plats i serien efter Lidköping Lakers. Andraplatsen i serien innebar att man fick kvalspela för en plats i kommande säsongs division 1. Kvalmatchen mot Norrköping Panthers avgjordes i Karlstad och efter en trög inledning lyckades Crusaders vinna och kvala in till division 1.
1993 coachades laget av Hercules Payton Jr, en amerikan med förflutet från Drake University. Han spelade också 3 matcher. En provmatch på Tingvalla IP spelades där det kom 600 betalande. Även detta år slutade man på en andra plats i serien.
1994 förstärktes laget med en amerikansk spelare och tillika coach i laget, Hercules Paytons yngre bror Eric. Detta fungerade inte så bra och han fick lämna klubben efter halva säsongen. Återigen kom Crusaders på en andra plats i serien, samt förlorade finalen Dukes Tourney.
1995 flyttade man till division 1 Norra och kom sexa. Ett U19-lag startades och gick obesegrade genom den näst högsta serien. För andra året i rad föll man i finalen i Dukes Tourney, denna gång mot Arlanda Jets.
1996 började med seger i Copperbowl, en inomhusturnering i Falun, och lager slutade trea i serien och vann Dukes Tourney. U19-laget gick till final på hemmaplan, som numera var på Färjestads IP, men föll mot Arlanda. 	
1997 vann Carlstad Crusaders Copperbowl igen och hade inga förluster i serien. I kvalmatchen till Superserien vann man mot Arlanda. Säsongen spelades med svenske quarterbacken Johan Larsson. U19-laget gick till semifinal. Joakim ”Pugh” Holm blev den förste seniorlandslagsmannen från Carlstad Crusaders.
1998 var Carlstad Crusaders första år i Superserien. En amerikansk quarterback hade värvats i Sean Cotten från Grinnell college. I en träningsmatch mot Oslo Vikings kastade han touchdown på första passet. Det blev seger i premiären mot Göteborg Giants och 500 på läktaren på Tingvalla IP. Carlstad Crusaders gick till slutspel och slutade på en fjärdeplats i serien och vann också Copperbowl.
1999 var målet SM-final. Det blev andraplats i tabellen men förlust hemma mot Örebro i semifinalen. U19 slutade också på en andraplats i serien. Detta år hade Carlstad Crusaders för första gången ett U16-lag.

### 2000-tal
2000 Carlstad Crusaders värvade en ny quarterback i Drew White från Kanada. Olof Sundberg kom över från Oslo Trolls och blev defensiv koordinator. Efter halva säsongen lämnade Christian Larsson över headcoach-jobbet till Olof efter att ha coachat laget sedan 1994. Carlstad Crusaders slutade på en andra plats i serien och förlorade igen i semifinal, denna gång mot Tyresö Royal Crowns. Årets SM-final spelades i Karlstad på Tingvalla mellan Stockholm Mean Machines och Tyresö. U19 vann SM-guld hemma mot Örebro.
2001 var Olof Sundberg headcoach, R.S Higgins från USA var offensiv koordinator och Bobby Rodrigez var quarterback. Mycket skador präglade säsongen och man slutade femma i serien. Vinst i kvartsfinal blev det, men förlust i semifinal för fjärde året i rad. U19 vann sitt andra raka SM-guld.
2002 började med en tragisk olycka där Olof Sundberg omkom. B.D Kennedy från Washburn University anställdes som headcoach. Carlstad Crusaders slutade på en andraplats i serien och gick hela vägen till SM-final där man förlorade mot Stockholm Mean Machines. U16-laget vann SM-guld. U19 vann tredje raka SM-guldet.
2003 vann Carlstad Crusaders EFAF cup inför 5000 åskådare i Österrike, och grundserien i Superserien men förlorade sin andra SM-final på raken, denna gång mot Arlanda Jets. Utvecklingslaget vann Division 1 västra och gick till semifinal i Division 1 slutspelet, men förlorade mot Örebro som senare blev Division 1-mästare. U16 förlorade i semifinal hemma mot Ystad och U19 vann återigen SM-guld mot Tyresö.
2004 deltog Carlstad Crusaders för första gången i Eurobowl, den högsta europeiska cupen, och var under året rankat som Europas tredje bästa lag under en tid.[källa behövs] I gruppspelet besegrades Carlstad Crusaders av slutvinnaren Vienna Vikings. Man vann återigen grundserien i Superserien, men förlorade sin tredje SM-final på raken, denna gång mot Stockholm Mean Machines efter ställningen 0–0 efter full tid. Utvecklingslaget trillade ur Division 1 västra och U19 vann sitt femte raka SM-guld då de besegrade Gefle Red Devils i SM-finalen.
2005 förlorade Carlstad Crusader semifinalen borta mot Franska Elencourt Templiers i EFAF-Cup. Jay Reed var från årets början med som amerikansk importspelare men samarbetet avbröts och in kom istället Javid Shoemaker. Året avslutades med förlust i SM-finalen mot Stockholm Mean Machines på Kristinebergs IP. U-19 vann SM-guld för femte gången i följd.
2006 påbörjades en generationsväxling, och laget såg på pappret lite tunnare ut än tidigare. Javid Shoemaker återvände till klubben och in kom även vad som skulle bli hans radarkompis, Johan Stål som Wide Receiver. Klubben hade även anställt en ny offensiv koordinator, Todd Ferguson, som gillade en anfallsglad fotboll som kommit att känneteckna Carlstad Crusaders spel de senaste åren. Klubben spelade sin femte raka SM-final.
2007 blev Todd Ferguson Head Coach. Javid Shoemaker återvände för sin tredje säsong och laget imponerade i seriespelet och förlorade bara en match. Carlstad Crusaders var storfavoriter till SM-guldet då finalen skulle spelas mot Limhamn Griffins. Olyckligtvis skadade sig Javid Shoemaker svårt i inledningen av finalen och laget fick svårt att prestera någon riktig offensiv. Vid underläge 3–0 med 46 sekunder kvar av matchen lyckades slutligen Carlstad Crusaders krångla sig ner i Limhamns End Zone genom ett passpel. Samtliga trodde då att Carlstad Crusaders vunnit sitt första SM-guld. Limhamn kunde dock kvittera genom ett 56 yards fieldgoal i slutsekunderna och sedan vinna i övertid. Carlstad Crusaders ansåg sig bestulna på guldet och fick även medhåll av Sveriges mest kända skribent om Amerikansk Fotboll, Garry Nilsson.
2008 var Tracey Gere Head Coach för klubben och in plockades även en ny Quarterback som skulle ersätta Shoemaker. Valet föll på Chad Walker som skadade sig i knät bara veckor innan seriepremiären. Snabbt hittades hans ersättare i inte mindre än två personer. Max Warner som skulle agera offensiv koordinator och Cedric Townsend som Quarterback. Resultatmässigt blev säsongen en av de sämre under 2000-talet då laget förlorade i semifinalen mot Arlanda Jets.
2009 gick Carlstad Crusaders obesegrade genom Superserien med 490 gjorda poäng på 10 matcher. I semifinalen besegrades Tyresö Royal Crowns på hemmaplan. SM-finalen förlorades med 20–24 mot Stockholm Mean Machines.

### 2010-tal

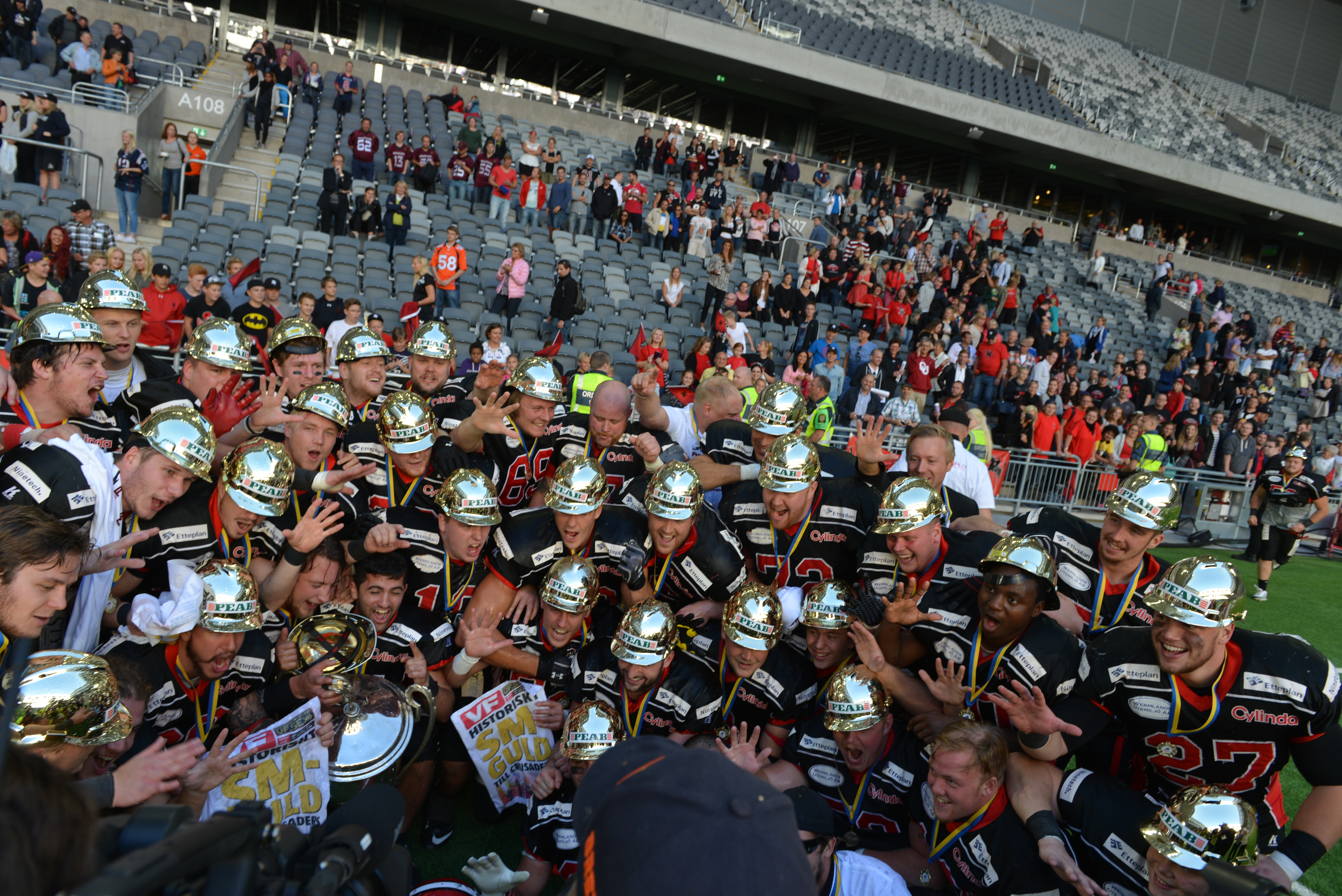
Carlstad Crusaders firar femte SM-guldet efter segern mot Örebro Black Knights i SM-final XXIX 2014.

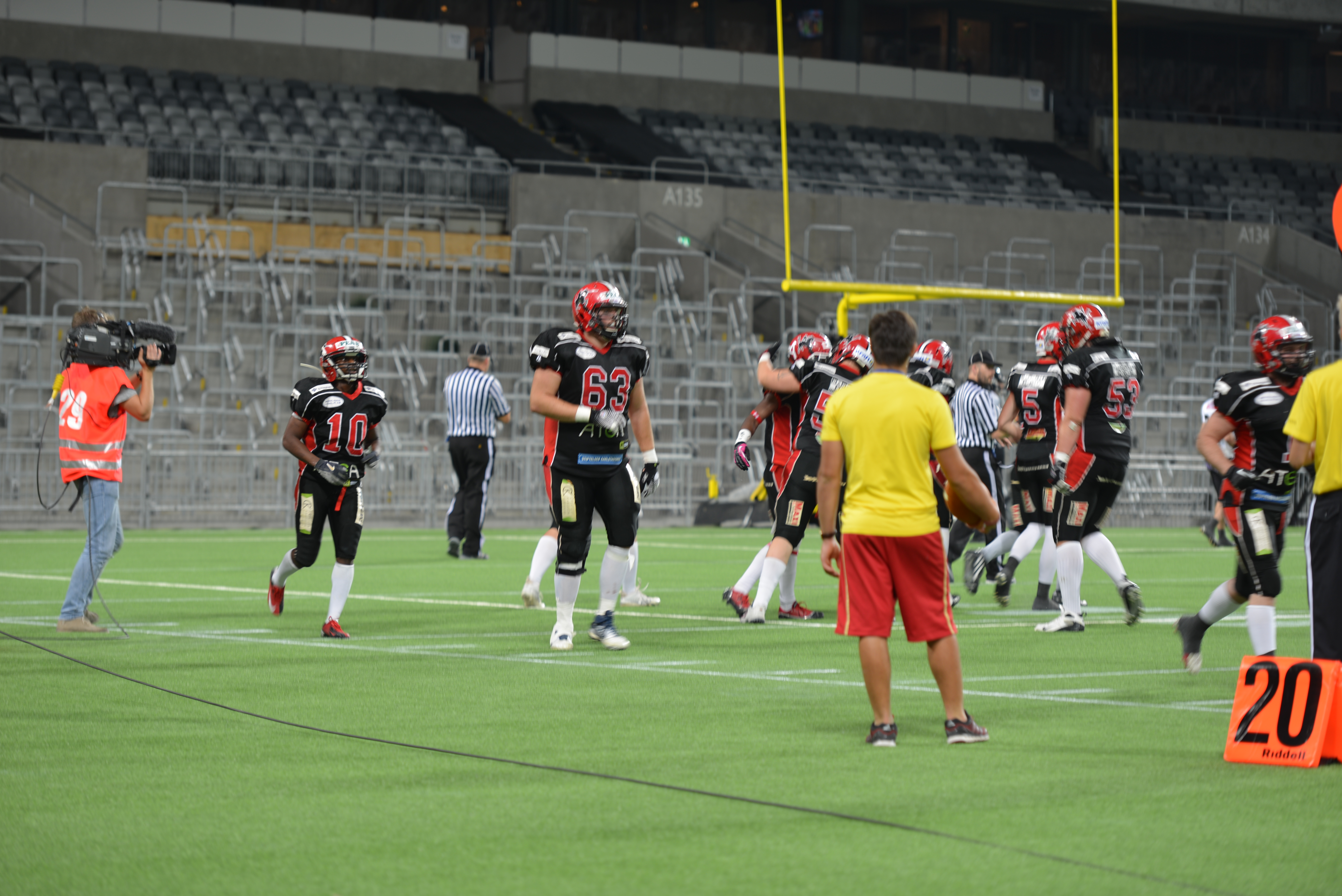
Carlstad crusaders har nyss gjort en touchdown i SM-finalen 2013 mot Örebro Black Knights.

2010 blev amerikanen Adam Pumill Head Coach och klubben rekryterade två amerikanska spelare, Rob Curley (QB) och Mark Leggiero (LB), båda från Lafayette College. Crusaders deltog igen i EFAF-Cup och genom segrar mot både danska mästarna Solleröd Gold Diggers och brittiska mästarna London Blitz kvalificerade sig laget för final i Schweiz den 17 juli. 
I finalen förlorade man med 17–3 mot Calanda Broncos. Matchen avgjordes under en fruktansvärd åskstorm och Crusaders lyckades aldrig hantera det ihållande regnet.
I den svenska serien gick laget fram obesegrade och vann SM-finalen på hemmaplan inför 2 500 åskådare med 37–15 mot Tyresö Royal Crowns. Crusaders var mästare för första gången.
Under hösten 2010 utsågs Tracey Gere till Head Coach för säsongen 2011.
2011 Första säsongen som regerande svenska mästare inleddes med en seger i EFL på bortaplan mot Kiel Baltic Hurricanes efter 22–20 i övertid. Två veckor senare var Carlstad Crusaders nära att upprepa skrällen men förlorade i en tät match mot Graz Giants med 41–24, ett resultat som inte riktigt speglade matchbilden. Javid Shoemaker som skadade sig i finalen 2007 återvände till klubben för en sista match i kvartsfinalen mot Graz Giants. Laget blev svenska mästare 2011, efter att ha slagit Tyresö Royal Crown i finalen med 20–7. Matchen spelades på Studenternas IP i Uppsala.
2012 Inför säsongen gjorde Carlstad Crusaders en av den svenska amerikanska fotbollens mest spektakulära värvningar då man övertalade Solna/Täbys quarterback Anders Hermodsson att flytta till Karlstad och bli quarterback i klubben. Till säsongen rekryterades även en ny välmeriterad offensiv koordinator, Rick Rhoades, från österrikiska Graz Giants. 
Carlstad Crusaders förlorade två matcher under säsongen och slutade tvåa i grundserien efter Tyresö Royal Crowns.
Carlstad Crusaders och Royal Crowns vann båda sina semifinaler i överlägsen stil och det var Sveriges två bästa lag som gjorde upp om SM-titeln den 14 juli på Studenternas IP i Uppsala.
För tredje året i rad som vann Carlstad Crusaders SM-finalen mot Tyresö och resultatet fastställdes till 24–0. Anders Hermodsson blev finalens bästa spelare då han svarade för tre touchdowns.
2013 Crusaders var återigen med i snacket om vilka som förväntades vinna SM-guld. Som tänkta utmanare nämndes Tyresö Royal Crowns och Örebro Black Knights. Nya i årets Superserie var Kristianstad Predators som 2012 gick obesegrade igenom division 1 och utropade sig själva som Sveriges bästa lag. Superserien hade avspark 31 maj mellan Carlstad Crusaders och Uppsala 86ers och avslutades med SM-final 7 september på nybyggda Tele 2 Arena i Stockholm.
Huvudtränare 2013 var Doug Adkins.
Carlstad Crusaders slutade trea i grundserien och fick möta serietvåan Uppsala 86ers i semifinal på Studenternas IP i Uppsala. Carlstad Crusaders vann matchen med 81–57. Detta var den poängrikaste matchen i Superseriens historia.
I finalen mötte man Örebro Black Knights som överraskade alla när man slog ut seriesegraren Tyresö i semifinal. Finalen sågs av 4032 personer på plats i Tele 2 Arena och runt 25 000 framför TV apparaterna. (Sändes live på TV4 Sport). Carlstad Crusaders tog sitt fjärde raka SM-guld genom att besegra Örebro med 47–25.
2014 Matt Adkins följde i sin fars fotspår och blev HC för Carlstad Crusaders. Nya på coachsidan var även Drew Nobles (DC/DB), Andy Wennberg (DL) och Kari Turpeinen (LB). Säsongens mantra var "Drive for five" då föreningen siktade på att som första lag någonsin vinna fem raka SM-guld. Laget hade två amerikanska importspelare, Brett Koepp (RB) och Jack Moro (DB). Två europeiska importer, Daniel Stadler (DL) och Harry Routledge (WR) finns också i laget.
Säsongen inleddes 3 maj med premiären av IFAF Champions League. Vinst mot Danska mästarna Copenhagen Towers med 34–24 följdes upp med en förlust mot finska mästarna Helsinki Roosters med 42–30 efter att ha haft ledningen med 17–0. Roosters vann senare Final Four slutspelet.
Carlstad Crusaders slutade etta i grundserien som de gick igenom obesegrade och fick möta seriefyran Kristianstad Predators i semifinal på Tingvalla IP i Karlstad. Carlstad vann matchen med 64–7.
I finalen mötte man Örebro Black Knights för andra året i rad som slog ut Tyresö i semifinal. Finalen spelades i Tele 2 Arena och sändes live på TV4 Sport. Carlstad Crusaders tog sitt femte raka SM-guld genom att besegra Örebro med 49–9.
Carlstad Crusaders anfall slog rekordet i Sverige med flest gjorda poäng per match med ett snitt på 58,8 poäng framåt.
2015 Detta skulle visa sig bli ett av föreningens mest framgångsrika år någonsin. 2014 hade man försvarat SM-guldet för fjärde gången och tagit det femte raka guldet.
Två nya koordinatorer anställdes i HC/OC Carl "Duke" Iverson som framgångsrikt lett ett antal lag både i USA och Europa till vinster och på försvaret var det DC Malik Jackson från svenskbekanta City College of San Francisco som tog över. Brett Koepp var tillbaka för sitt tredje år i föreningen och även Jack Moro kom tillbaka för sitt andra år.
Föreningen hade återigen kvalificerat sig för Champions League och säsongen inledde bra då man bortaslog danska mästarna Copenhagen Towers. Men efter ytterligare en vinst i Superseriepremiären fick Duke lämna föreningen och under resterande del av säsongen var det flera OC som gästspelade. Först kom föregående års tränare Matt Adkins in, sedan tog tidigare HC BD Kennedy över innan Rick Rhoades gjorde ett gästspel. Till slut hittade man efterträdaren och resterande del av året coachades av Dan Hawkins, tidigare HC på bl.a. Boise State. Malik Jackson tog överansvaret som HC.
Man slog även finska mästarna Helsinki Roosters och blev klara för slutspel i Champions League och man vann alla matcher i Superserien fram till sommaren. Slutspelet i Champions League spelades i serbiska Belgrad där man i semifinalen ställdes mot franska mästarna Thonon Black Panthers som man besegrade och mötte hemmalaget Vukovi Beograd i en final som man vann med ett högpresterande anfall och föreningen blev Champions League mästare för första gången.
Man förlorade endast en match under årets Superserien och fick möta Uppsala 86ers i semifinalen som man kontrollerade stort. Återigen var det Örebro Black Knights som stod för motståndet för tredje året i rad i SM-finalen på Studenternas i Uppsala. Men återigen var man för starka för Black Knights och vann sitt sjätte raka SM-guld.
För första året ställde föreningen även upp med ett damlag i seriespel och man gjorde en solid förstasäsong där man vann två och förlorade fem matcher. HC/DC för laget var Daniel Juhlin och OC Harry Routhledge.
Föreningens U19-lag tog sig efter många om och med till slut till SM-final där man efter ett stort underläge i halvtid vände matchen mot Kristianstad Predators och vann föreningens sjätte U19 SM-guld. SM-finalen spelades på Tingvalla IP i Karlstad.
2016
Högt ställda förväntningar på föreningen som tog inte mindre än tre guld året innan. Anders Hermodsson som lett laget från sin QB position de senaste åren lämnade föreningen och in kom Philip Juhlin från Superseriekollegan Kristianstad Predators. Tracey Gere vår åter i Karlstad och fick axla ansvaret som Huvudtränare och defensiv koordinator. För att sköta anfallet anställde man Stephen Parker som kom från den Tyska GFL ligan och Kiel Hurricanes där han slagit flera rekord med sitt anfall året innan.
Brett Koepp var tillbaka och man kompletterade den sista platsen för en import till Josh Hartigan som spelade DE på Colorado State under Dan Hawkins som var offensiv koordinator året innan. WR Markus Stinger Olesen var tillbaka från Danmark och med sig hade han OL Aaron Bronstein. Även rekryterades Belgiske WR Ruben de Ruyter.
Efter en stark inledning på serien fick europaäventyret ett snöpligt slut då man förlorade första gruppspelsmatchen mot turkiska Koc Rams med 6–0 på Tingvalla IP.
Full fokus på SM-guld nr sju i ordningen gällde efter detta och man vann alla matcher i grundserien, slog Tyresö Royal Crowns i SM-semifinalen med 24–21 och vann sedan SM-finalen som spelades på Stockholm Stadion mot Uppsala 86ers med 34–22.
Damerna gjorde sin andra säsong i riksserien som man avslutade på en sjätteplats med en seger och fem förluster.
2017
Tracey Gere gic in på sitt andra år som huvudtränare/defensiv koordinator och hade under året till sin hjälp Danny Mitchell. Under vintern signerades Sebastian Johansson som fystränare för klubben. 
Importer för året var DB/WR Alpha Jalloh som kom från Liberty University och OL Kris Weeks från SMU. Även Leo Krafft från Norge anslöt till laget. Med stommen kvar från förra året var Carlstad Crusaders favoriter att ta ett historiskt åttonde raka SM-guld, en bedrift endast Sävehofs handbollsdamer tidigare klarat av.
Säsongen började strålande med segrar inledningsvis i både Superserie och Europaspel som i år spelades i Northern European Football League (NEFL) där man mötte Copenhagen Towers (sär Brett Koepp gjorde ett inhopp som enda importspelare den matchen) och London Warriors. Laget gick till final men tyvärr förlorade man i övertid mot Helsinki Roosters med 21–15 hemma på Tingvalla. 
Efter detta var det fullt fokus på Superserien där man gick obesegrade igenom med 10–0 och en poängskillnad på 483–67. Slutspelet inleddes mot förra årets SM-finalmotståndare Uppsala 86ers som besegrades med 47–23 där man slutligen mötte Örebro Black Knights i final på Behrn arena i Örebro inför 1987 åskådare. Finalen blev en uppvisning för Carlstad Crusaders som vann med 24–0.
Damerna fick en delvis ny coachingstab med Christian Forsman vid rodret. Det slutade i en femteplats av nio lag (endast åtta lag genomförde serien) och missat slutspel med tre segrar, en oavgjord och tre förluster.
2018
Herrlaget vinner Superserien (9–1–0) men förlorar finalen på Stockholms Stadion mot Stockholm MM med 41–42.
Damlaget kommer tvåa i Superserien (d) Södra. Efter vinst i semifinalen mot Stockholm MM möter man favorittippade Örebro Black Knights i finalen. En final man vinner med 30–22.
2019
BD Kennedy tar över som headcoach medan Tracey Gere blir renodlad defensiv koordinator. Offensiv koordinator blir Daniel Holmgren.
Importer är QB Shazzon Mumphrey och DL James King.
Carlstad Crusaders herrar tar sig återigen till SM-final men precis som året innan blir Stockholm Mean Machines för svåra i finalen och Carlstad Crusaders får nöja sig med ett SM-silver.
På damsidan går det däremot bättre. Huvudtränare Christian Forsman leder laget till sitt andra SM-guld och nyckelspelare i finalen är Linda Johansson, Elin Thimfors och Karin Ullén.

### 2020-tal
2020

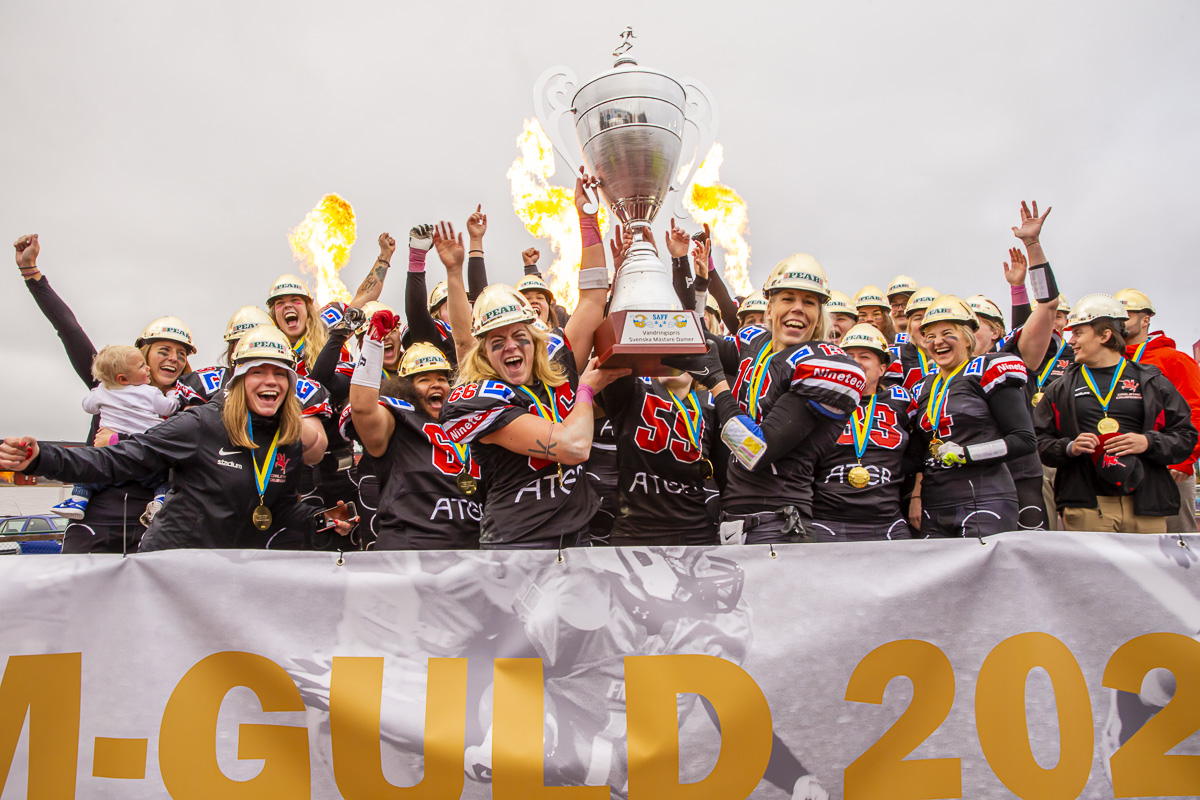
Damlaget vinner sitt tredje raka SM-guld, denna gången på Tingvalla IP i Karlstad.

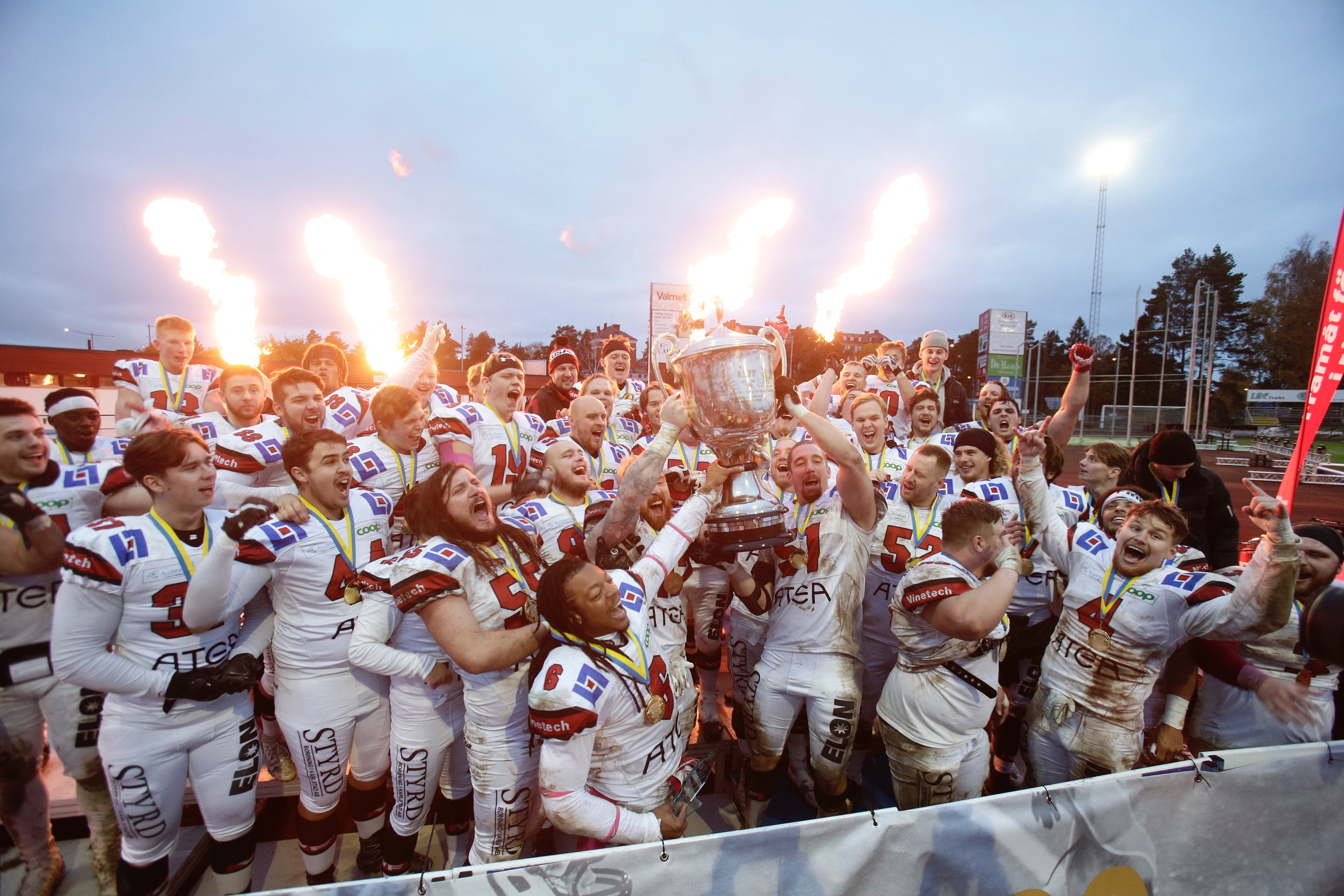
Herrarna tar vinner sitt nionde SM-guld och föreningen gör en historisk dubbel med Guld för båda lagen samma år.

På grund av covid-19 flyttas både herr- och damserien fram och avgörs på hösten. SM-finalen tilldelas Karlstad och kommer avgöras den 24 oktober på Tingvalla Idrottsplats. 
I damlaget sker en tränarrockad då Christian Forsman kliver ner från huvudtränarposten för att fokusera på att vara offensiv koordinator. In som huvudtränare kliver istället Olof Vidsken. Laget dominerar serien och förlorar inte en match på hela säsongen. Tredje raka guldet är aldrig riktigt hotat även om första halvlek i finalen var relativt jämn. Carlstad vann till slut med 28–0 över Örebro på ett blött Tingvalla IP.
För första gången har damerna utländska importer i sin spelartrupp. Gaby Knops, Robyn Steward och Sydney Greene, samtliga från Storbritannien.
Herrlaget inleder säsongen lite trevande. Förlorar öppningsmatchen mot regerande mästarna Stockholm men reser sig och blir bättre och bättre ju längre säsongen lider. Återigen tar sig laget till SM-final och för åttonde gången ställs man mot rivalen Stockholm Mean Machines. Ett lag man aldrig besegrat i en SM-final. Carlstad inleder bäst och leder i halvtid med 14–0 hemma på Tingvalla IP men i andra halvlek närmar sig Stockholm. Vid ställningen 14–12 till Carlstad missar Stockholm sitt andra extrapoäng för dagen och Carlstad Crusaders svarar efter det för en imponerande sju minuter lång drive som tar bort all tid på klockan. Carlstad Crusaders är därmed, för nionde gången, mästare på herrsidan. 
Head Coach för herrarna var B.D Kennedy importer Danny Farley, QB (USA), Darius Lewis, DB (USA), Felix Sencar, LB (GER), Eddie Onamade, DB (UK) och Niko Lester, DB/WR (GER).

## Rivaler
Geografiskt sett är Karlskoga Wolves det närmst belägna laget men då de ej spelar i samma serie är matcherna mot Örebro Black Knights att klassas som derbyn. Tyresö Royal Crowns har också blivit en rival på grund av alla SM-finaler som har utkämpades mellan dessa två. Men de riktigt stora rivalerna får ändå Stockholm Mean Machines se sig som, då båda lagen hade otaliga duster under slutet av 1990-talet samt stor del av tidiga 2000-talet.